# Präfekturale Medizinische Universität Kyōto

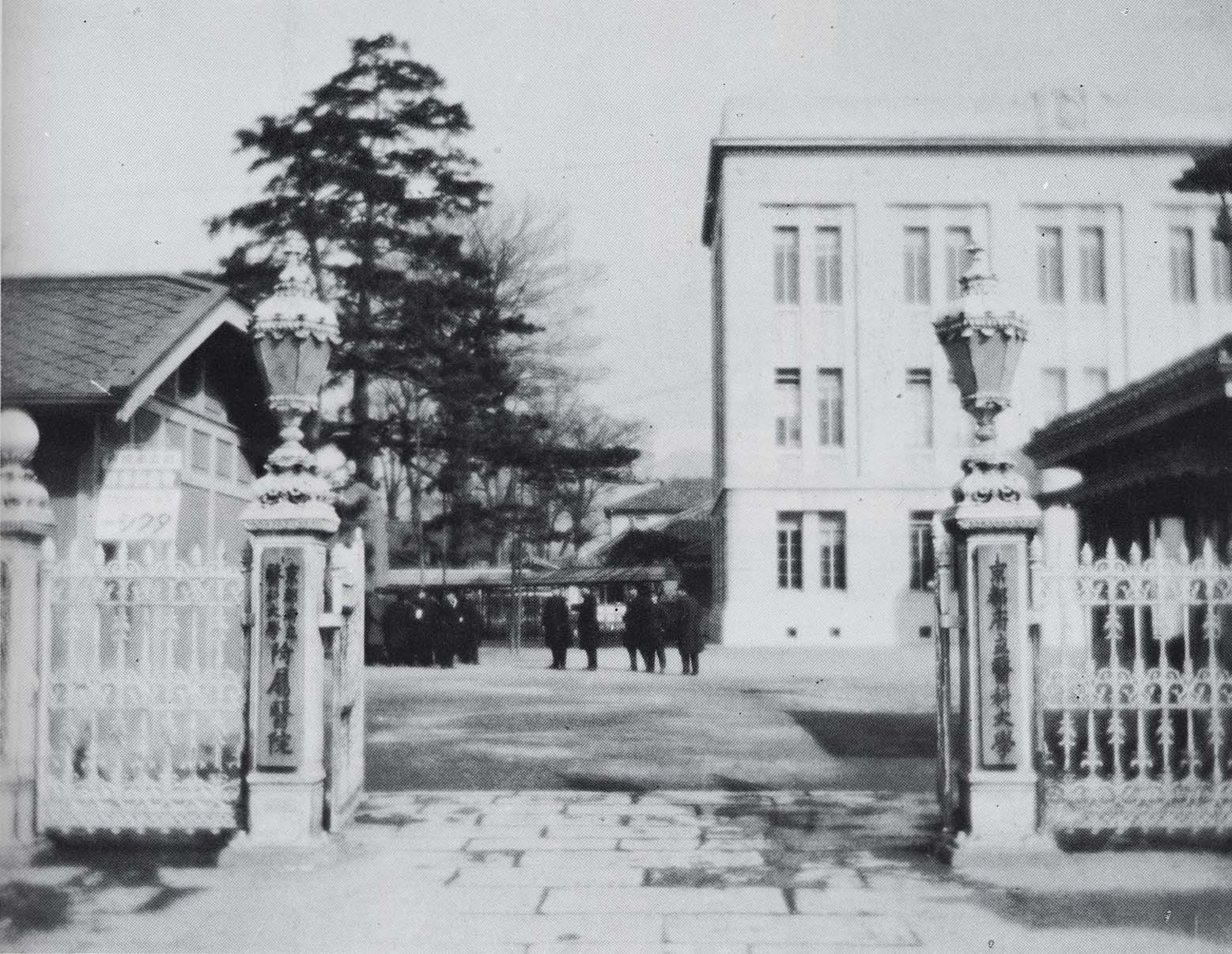
Präfekturale Medizinische Universität Kyōto (vor 1951)

Die Präfekturale Medizinische Universität Kyōto (jap. 京都府立医科大学, Kyōto-furitsu ika daigaku; engl. Kyoto Prefectural University of Medicine, kurz: Furitsu Idai (府立医大)) ist eine öffentliche Universität in Japan. Sie liegt im Bezirk Kamigyō-ku der Stadt Kyōto.

## Geschichte
Die Universität hat ihren Ursprung im 1872 gegründeten präfekturalen Krankenhaus Ryōbyōin (療病院), in dem japanische und europäische Ärzte neben ihrer ärztlichen Praxis junge Japaner ausbildeten. Der erste europäische Arzt war Ferdinand Adalbert Junker von Langegg  (siehe O-yatoi gaikokujin). Ihm folgten Constant George van Mansvelt (1832–1912) und der Heinrich Botho Scheube. Das Krankenhaus und die Medizinschule befanden sich zuerst im buddhistischen Tempel Shōren-in (青蓮院), im Juli 1880 zogen sie in den heutigen Campus um.
1882 wurde die Ausbildungsstätte vom Unterrichtsministerium als Fachschule für Medizin anerkannt und in der Folge um diverse Abteilungen erweitert. 1903 wurde sie zur Präfekturalen Medizinischen Fachschule Kyōto umgewandelt, 1921 stieg sie dem neuen Hochschulgesetz gemäß Präfekturalen Medizinischen Universität Kyōto auf. Die Universität wurde nicht zur staatlichen Universität Kyōto zusammengelegt wie andere präfekturale medizinische Universitäten (z. B. Ōsaka und Nagoya), denn sie achtete auf die Freiheit von der direkten Verwaltung durch das japanische Bildungsministerium (heute: MEXT).
Seit 2008 werden die Medizinische Universität und die Präfekturuniversität Kyōto von einer präfekturalen Universitätskörperschaft getragen.

## Fakultäten
- Fakultät für Medizin
  - Abteilung für Medizin
  - Abteilung für Krankenpflege